# Four World Financial Center
Il Four World Financial Center è un grattacielo di New York, facente parte del complesso World Financial Center, situato sulla Vesey Street tra il World Trade Center e l'Hudson. Alto 150 m al tetto a gradoni e con 34 piani, l'edificio è il più basso del complesso. Agli attentati dell'11 settembre ha subito danni prevalentemente al tetto ed è stato il primo delle quattro torri ad essere rioccupato dopo gli attacchi.